# Clytorhynchus
Clytorhynchus là một chi chim trong họ Monarchidae.